# 四甲基金化铵
四甲基金化铵是第一个合成出的由金负离子(Au-)和非金属阳离子组成的化合物，其化学式为[(CH3)4N]Au。它是第一个制得的金阴离子和非金属阳离子构成的化合物。

## 制备
四甲基金化铵通过在液氨中的阳离子交换制得。